# PTX-COVID19-B
PTX-COVID19-B — кандидат на вакцину проти COVID-19, розроблений канадською приватною компанією «Providence Therapeutics», співвласниками якої є Бред Т. Соренсон з Калгарі та Ерік Маркуссон з Сан-Франциско, яка була створена в 2013 році. Цю вакцину, за повідомленням «Calgary Herald», розробили 18 команд наукових працівників, що працювали в Науково-дослідному інституті Саннібрук у Торонто, менш ніж за чотири тижні. 26 лютого 2021 року в Торонто розпочалось клінічне дослідження вакцини на людях за участю 60 добровольців.
Компанія «Providence Therapeutics» не має власних виробничих потужностей, і тому співпрацює з «Northern mRNA», яка є «якірним орендарем» її майбутніх виробничих потужностей, які очікують фінансування.
30 квітня 2021 року Соренсон повідомив, що «Providence Therapeutics» покине Канаду, а будь-яка розроблена компанією вакцина не буде вироблятися в Канаді.

## Опис
Компанія «Providence Therapeutics Holdings Inc» була заснована в Торонто Бредом Т. Соренсоном з Калгарі та Еріком Маркуссоном з Сан-Франциско, який одночасно був також її головним науковим співробітником.
Вакцина «PTX-COVID19-B» є вакциною на основі мРНК. В інтерв'ю новинному каналу CTV Соренсон повідомив, що мРНК «створюють деякі важливі будівельні блоки для РНК-месенджера …, який надає інструкції клітинам … будувати білки, які можуть лікувати або запобігати хворобі».
Станом на січень 2021 року лабораторія «Northern mRNA» у Калгарі була запропонована як місце для виробництва «PTX-COVID19-B». Компанія «Northern mRNA», яка є партнером «Providence Therapeutics», розташована за адресою 421 7 Avenue SW у Калгарі, визначена як північний відділ «Providence Therapeutics».
У прес-релізі уряду Манітоби за лютий 2021 року повідомляється, що компанія «Emergent BioSolutions», що базується у Вінніпезі, буде виробляти вакцину «PTX-COVID19-B».

## Клінічні дослідження на людях

### І фаза
Клінічні дослідження вакцини «PTX-COVID19-B» на людях розпочались 26 січня 2021 року в Торонто за участю 60 добровольців віком від 18 до 65 років. З них 15 отримували плацебо, а 3 групи по 15 осіб отримували різні дози вакцини. Добровольці будуть знаходитись під наглядом протягом 13 місяців. Компанія заявила, що в травні будуть доступними достатньо даних, щоб перейти до ІІ фази клінічного дослідження, яке розпочнеться незабаром після цього з дозволу регуляторних органів. Якщо результати подальшого більш масштабного дослідження на людях будуть позитивними, вакцина може перейти до фази комерціалізації в 2022 році. Керівником клінічного дослідження І фази був Піюш Патель. На зустрічі в палаті громад 29 квітня Соренсон припустив, що «PTX-COVID19-B» може бути схвалений канадськими регуляторними органами до січня або лютого 2022 року.

## Провінційне фінансування
Незабаром після того, як наприкінці січня розпочались перші клінічні дослідження на людях вакцини «PTX-COVID19-B», 11 лютого 2021 року прем'єр-міністр Манітоби Браян Паллістер повідомив, що відправлений терміновий лист від провінції до компанії «Providence Therapeutics», в якому Манітоба просить надати їй 2 мільйони доз «PTX-COVID19-B» до її затвердження регуляторними органами Канади. Термінове повідомлення також включає гарантію найкращої ціни за «PTX-COVID19-B». Згідно з заявою уряду провінції, до затвердження вакцини фактичне виробництво відбуватиметься у Вінніпезі компанією «Emergent BioSolutions». Паллістер сказав, що розробка безпечної, виробленої в Канаді вакцини, поставить канадців на початок черги для отримання вакцини проти COVID, як і належить країні. Перший грошовий внесок становив би 20 % від загальної суми з подальшою виплатою 40 %, які слід сплатити, коли вакцина буде затверджена регуляторними органами Канади; залишок буде виплачений при доставці всіх запланованих доз. Конкретні відомості про контракт були опубліковані в квітні 2021 року, загальна вартість була оцінена в 36 мільйонів доларів США, а угода включала пункт про безповоротну авансову оплату в розмірі 7,2 мільйона доларів. Соренсон прокоментував цей контракт «Global News» наступним чином: «Ні за яких обставин Манітоба не витрачала б 7,2 мільйона доларів, якщо б вона не отримала б реальної вартості з цього».

## Федеральне фінансування
Канадська національна дослідницька рада надала компанії «Providence Therapeutics» 5 мільйонів канадських доларів для запуску І етапу клінічних досліджень «PTX-COVID19-B» у січні 2021 року. За словами представника федерального уряду, в рамках програми федерального уряду «Суперкластерне виробництво наступного покоління» компанії «Providence Therapeutics» та «Northern mRNA» отримають доступ до 5 мільйонів доларів на процес запуску виробництва.
У звіті канадського урядового органу наприкінці квітня 2021 року також зазначається, що зазначені компанії можуть отримати право на додаткове фінансування від Національної дослідницької ради Канади у рамках програми сприяння промисловим дослідженням у розмірі 113 мільйонів доларів. Федеральний уряд забезпечив фінансування деяких інших компаній в Канаді, які також працювали над розробкою вакцини проти COVID-19.
Бред Соренсон як генеральний директор «Providence Therapeutics» опублікував відкритий лист до прем'єр-міністра країни Джастіна Трюдо, в якому просив авансом надати компанії 150 мільйонів доларів США для оплати клінічних досліджень та матеріальних витрат.
З 29 квітня 2021 року Соренсон з'явився у постійному комітеті з питань міжнародної торгівлі палати громад, щоб звернутися до міністра закупівель Аніти Ананд для розгляду «PTX-COVID19-B» як альтернативи «Moderna» і вакцини «Pfizer» для «2 022 бустерних вакцин». Соренсон заявив, що канадська дослідницька рада звернулася до «Providence Therapeutics» у 2020 році після того, як компанія оголосила про початок I фази клінічного дослідження «PTX-COVID19-B». Соренсон заявив постійному комітету, що: «У нас був спочатку дуже хороший діалог. Цей процес тривав. Це почалося, ймовірно, [у лютому], коли ми були готові завершити наші дослідження I фази та опублікувати дані. Хоча дослідницька рада мала надати лише 10 мільйонів доларів, що, безумовно, недостатньо для проведення досліджень II та III фаз, дослідницька рада через бюрократію повернула нас нас назад до стратегічного інноваційного фонду. Це сталося приблизно три тижні тому. Ми зараз ми працюємо зі стратегічним інноваційним фондом». Пізніше він заявив, що відповіді від уряду не надходило.
На зустрічі федеральної робочої групи з вакцин проти COVID-19 з Соренсоном члени робочої групи висловили занепокоєння тим, що «Providence Therapeutics», можливо, не зможе наростити виробництво досить швидко.